# The Reject Shop
The Reject Shop est une chaîne australienne de magasins de variétés à prix réduit. Fondée en 1981 en tant que magasin « secondes » à South Yarra, l'entreprise exploite actuellement plus de 340 magasins à l'échelle de l'Australie. Le Reject Shop emploie plus de 5 600 personnes. Le groupe a remplacé un certain nombre de magasins Chickenfeed en Tasmanie, et a pris l'espace qui a été laissé lorsque Retail Adventures fermé.

## Sources
- (en) Cet article est partiellement ou en totalité issu de l’article de Wikipédia en anglais intitulé « The Reject Shop » (voir la liste des auteurs).